# Ricardo Sáenz de Ynestrillas Martínez
Ricardo Sáenz de Ynestrillas Martínez (Madrid, 9 d'abril de 1935 - 17 de juny de 1986) va ser un Comandant d'Infanteria de l'Exèrcit espanyol que va participar en més d'un intent de cop d'estat contra autoritats de l'Estat espanyol, entre els quals l'Operació Galàxia.

## Biografia
Va servir durant cinc anys al Sàhara Espanyol en la X Bandera de la Legió, en el Batalló de Muntanya de Barbastre i més tard en la Brigada Paracaigudista. Va ser professor d'oficials a l'Acadèmia General del Cos de Policia Armada i de Tràfic.
Sáenz de Ynestrillas va participar en un intent de cop d'estat conegut com a Operació Galàxia al costat d'Antonio Tejero, avortat pel govern d'Adolfo Suárez, i que consistia a retenir al govern a La Moncloa durant la celebració d'un consell de ministres. La seva implicació en ell no li va suposar perdre el seu grau militar, a pesar que al maig de 1980 un consell de guerra el va condemnar a sis mesos i un dia de presó per aquells fets com a autor d'un delicte de conspiració i proposició per a la rebel·lió. L'ascens de Capità a Comandant s'havia produït el 10 d'agost de 1978, mesos abans que es descobrís la seva implicació en la trama colpista.
Va ser arrestat novament en 1981 per la seva suposada participació en un cop d'estat que anava a donar-se el 23 de juny de 1978.
També va ser acusat de planejar la detenció de totes les autoritats de la nació a la festa que oferia el Rei Juan Carlos en el Palau Real amb motiu de la seva onomàstica,6 causa que va ser sobreseguda pel jutge Ricardo Home Cobos.
D'igual manera se'l va acusar de planejar un atac amb bomba sota la tribuna d'autoritats en la qual haurien d'estar la Família Reial, Felipe González i Narcís Serra el Dia de les Forces Armades a La Corunya en la denominada Operación Zambombazo, que va ser desactivada pel CESID el 2 de juny de 1985.
Va ser assassinat per ETA a Madrid l'any 1986 quan es trobava destinat en la prefectura de personal de la Capitania General de la I Regió Militar. El seu automòbil oficial va ser metrallat per diversos membres de l'organització terrorista ETA davant la seva residència prop de l'estadi Vicente Calderón. Juntament amb ell van morir altres dos militars, el Tinent Coronel Carlos Vesteiro Pérez, i el soldat Francisco Casillas Martín.
L'any 2005 va ser ascendit al rang de tinent coronel a títol pòstum.

## Família
Va néixer en una família de tradició militar. Era fill d'Alfredo Sáenz de Ynestrillas, militar i camisa vella de Falange que va participar en la guerra civil espanyola; net de Ricardo Sáenz d'Inestrillas i Pardo, oficial d'Infanteria; i besnét de Ramón Sáenz d'Inestrillas, general que va combatre per Carlos Maria de Borbó en la tercera guerra carlina.
Del seu matrimoni van néixer tres fills: Martín, Jesús i l'exdirigent falangista i advocat Ricardo Sáenz de Ynestrillas Pérez.